# ベンジャミン・ブクロー
ベンジャミン・ブクロー（ドイツ語: Benjamin Heinz-Dieter Buchloh、1941年11月15日 - ）は、ドイツの美術史家である。2005年から2021年までハーバード大学の美術史・建築学部門のアンドリュー・W・メロン現代美術教授であった。

## 教育とキャリア
1941年11月15日、ドイツのケルンで生まれたブクローは、1969年にベルリン自由大学でドイツ文学のM.Philを取得した。1994年にはニューヨーク市立大学大学院センターでロザリンド・クラウスと共に美術史の博士号を取得した。
ドイツの美術雑誌「インターフンクツィオネン」の編集者や、デュッセルドルフ芸術アカデミー、NSCAD大学、カルアーツでの教職を経て、ブフロはニューヨーク州立大学オールドウェストベリー校およびシカゴ大学で美術史を教え始めた。その後、1989年から1994年までマサチューセッツ工科大学で准教授として教鞭を執った。1991年から1993年まで、ホイットニー美術館の独立研究プログラムで批評とキュレーションの研究ディレクターを務めた。彼はその後、1994年から2005年まで、コロンビア大学およびその姉妹校バーナード大学で20世紀および現代美術のヴァージニア・B・ライト教授として教え、1997年から2000年まで学部長を務めた。
2005年に彼はハーバード大学の美術史・建築学部に加入した。彼はフランクリン・D・アンド・フローレンス・ローゼンブラット現代美術教授に任命された。2006年にはアンドリュー・W・メロン現代美術教授に任命された。2007年、ブクローは現代美術に貢献する美術史家としての業績により、ヴェネツィア・ビエンナーレでゴールデンライオン賞を受賞した。2009年秋にはベルリンのアメリカ・アカデミーにダイムラーフェローとして在籍した。2021年に教職を退いた。
ブクローは現在、芸術雑誌「October」の共同編集者であり、2022年に『Gerhard Richter: Painting After the Subject of History』というタイトルのゲルハルト・リヒターに関するモノグラフを完成させた。

## 業績
彼の著書『Neo-Avantgarde and Culture Industry』（2000年）は、1970年代後半以降に執筆された戦後美術の主要な人物についての18本のエッセイ集である。この本は、フランスのヌーヴォー・レアリスム（アルマン、イヴ・クライン、ジャック・ド・ラ・ヴィルグレ）、戦後ドイツ美術（ヨーゼフ・ボイス、ジグマー・ポルケ、ゲルハルト・リヒター）、アメリカのフルクサスとポップアート（ロバート・ワッツとアンディ・ウォーホル）、ミニマリズムとポストミニマルアート（マイケル・アッシャーとリチャード・セラ）、およびヨーロッパとアメリカのコンセプチュアルアート（ダニエル・ビュラン、ダン・グラハム）をカバーしている。
ブクローは、一部のアーティストについて、言語と絵画に対する対立的なアプローチの観点から論じている。例えば、ナンシー・スペロやローレンス・ウェイナーである。他のアーティストについては、制度批判のモデルの発展（ハンス・ハーケ）や、美術館の理論化（マルセル・ブロータス）に関する一般的な質問をしている。また、ポストコンセプチュアルアートにおける歴史的記憶の形成（ジェームズ・コールマン）についても取り上げている。
ブクローのエッセイ集の第2巻『Formalism and Historicity: Models and Methods in Twentieth-Century Art』は2015年2月に発売された。これは、20世紀美術におけるテーマ的および歴史的な問題に関する重要で広範な影響を持つエッセイを収録しており、「秩序への回帰」、ソビエトの「事実主義」、新アヴァンギャルドの「パラダイムの反復」を含んでいる。

### 著作
- Dissent: The Issue of Modern Art In Boston, Institute of Contemporary Art, 1986, ISBN 978-0910663434
- Gerhard Richter: Paintings, 1988, (Terry Neff, editor), Thames & Hudson, 1988. ISBN 978-0500014424　〔『ゲルハルト・リヒター写真論／絵画論（増補版）』ワコウ・ワークス・オブ・アート企画/清水穣 訳, 淡交社, 2005/08〕
- Gerhard Richter: 18 Oktober 1977, Walther König,1989. ISBN 978-0500289525
- The Work of Andy Warhol, (Gary Garrels, editor), Bay Press, 1989, ISBN 978-0941920117
- "Conceptual Art 1962–1969: From Aesthetic of Administration to the Critique of Institutions," October 55 (Winter 1990).
- Andy Warhol: A Retrospective (with Kynaston McShine and Robert Rosenblum), Museum of Modern Art, 1989, ISBN 978-0870706806
- Gerhard Richter: Documenta IX 1992, 1993, ISBN 978-0944219119
- Gerhard Richter (with José Lebrero), Museo Nacional Centro de Arte Reina Sofia, 1994, ISBN 978-8480260336
- James Coleman: Projected Images 1972–1994 (with Lynne Cooke), Dia Art Foundation, 1995, ISBN 978-0944521311
- Gabriel Orozco: An Exhibition Catalogue, ICA London, July 25–September 22, 1996, ISBN 9781900300063
- Experiments in the Everyday—Allan Kaprow and Robert Watts: Events, Objects, Documents (with Judith Rodenbeck), Wallach Art Gallery, 2000, ISBN 978-1884919077
- Thomas Struth: Portraits (with Thomas Weski), Marian Goodman Gallery, 2001, ISBN 978-3888140969
- Gerhard Richter: Acht Grau, Hatje Cantz, 2002, ISBN 978-3775712750
- Allan Sekula: Performance Under Working Conditions (with Karner Dietrich), 2003, ISBN 978-3901107405
- Neo-Avantgarde and Culture Industry: Essays on European and American Art from 1955 to 1975, MIT Press, 2003, ISBN 978-0262523479
- Art Since 1900 with Hal Foster, Rosalind Krauss, and Yve-Alain Bois, Thames & Hudson, 2004, ISBN 978-0500238189　〔『ART SINCE 1900:図鑑 1900年以後の芸術』 編集委員：尾崎信一郎, 金井直, 小西信之, 近藤学 – 2019/6/5〕
- Thomas Hirschhorn, Phaidon Press, 2004, ISBN 978-0714842738
- Flashback: Revisiting The Art of the Eighties (with John Armleder), Hatje Cantz, 2006, ISBN 978-3775716314
- Hans Haacke: For Real (with Rosalyn Deutsche), Richter Verlag, 2007, ISBN 978-3937572598
- Andy Warhol—Shadows and Other Signs of Life: Anniversary Notes for Andy Warhol, Walther König, 2008, ISBN 978-3865603845
- Ground Zero (with David Brussel and Isa Genzken), Steidl, 2008, ISBN 9783865217400
- Nancy Spero: Dissidances (with Mignon Nixon and Hélène Cixous), Museu d'Art Contemporani Barcelona, 2008, ISBN 978-8489771604
- Bauhaus 1919–1933: Workshops for Modernity (with Barry Bergdoll, Leah Dickerman, and Brigid Doherty), Museum of Modern Art, 2009, ISBN 978-0870707582
- Gerhard Richter: Large Abstracts (with Gregor Stemmrich), Hatje Cantz, 2009, ISBN 978-3775722490
- Art Since 1900 (volume 1 1900 to 1944, with Hal Foster, Yve-Alain Bois, and Rosalind Krauss), Thames and Hudson, 2011, ISBN 978-0500289525
- Formalism and Historicity: Models and Methods in Twentieth-Century Art, MIT Press, 2015, ISBN 978-0262028523
- Sarah Sze, with Okwui Enwezor and Laura Hoptman, Phaidon Press, 2016. ISBN 978-0714870465
- Gerhard Richter's Birkenau Paintings, Walther König, 2016. ISBN 9783863358860
- Gerhard Richter—Painting After the Subject of History, MIT Press. 2022. ISBN 978-0262543538
- Exit Interview: Benjamin Buchloh in Conversation with Hal Foster, MIT Press, 2024.[2] ISBN 9781949484069